# Романовская, Марианна Борисовна
Марианна (Марина) Борисовна Романовская (5 февраля 1929, Москва — 31 августа 2009) — советский, российский и германский скульптор, медальер. Жена скульптора Павла Шимеса.

## Биография
Марианна Романовская родилась 5 февраля 1929 года в Москве. В 1950—1956 годах училась в Московском государственном художественном институте им. В. И. Сурикова на факультете скульптуры, где среди её преподавателей были Д. П. Шварц и Н. В. Томский. В 1956—1958 годах училась в аспирантуре у Н. В. Томского.
С 1956 года принимала участие в художественных выставках. Член Союза художников СССР с 1958 года.
В 1997 году вместе с мужем переехала в Кёльн.
Работы Марианны Романовской находятся в собраниях Государственной Третьяковской галереи, Государственного Русского музея, Государственного Эрмитажа и других музеев.

## Работы
Станковая скульптура

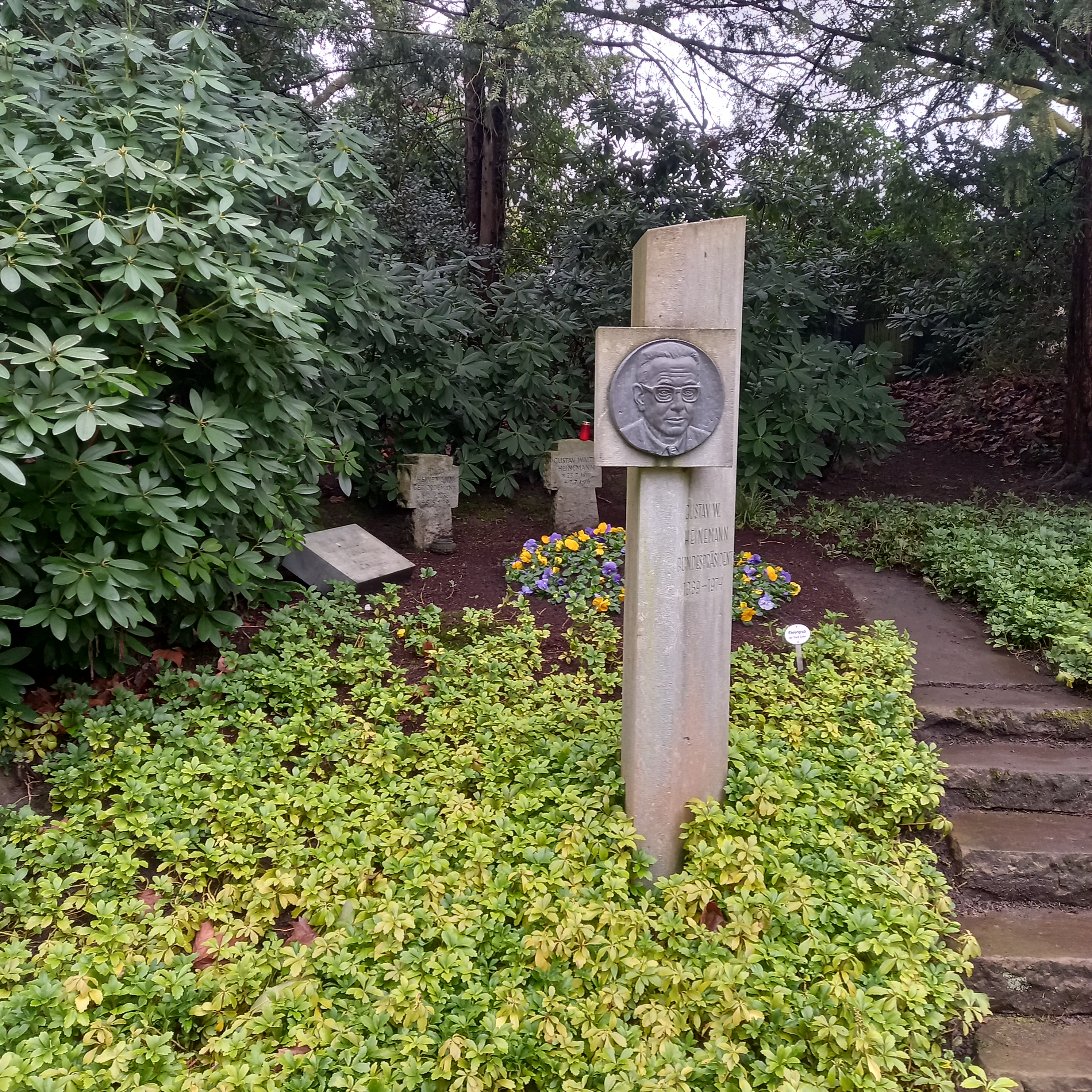
Надгробный памятник Густаву Хайнеману

- «Таня» (1973, терракота, 70×15×16) — Государственный музей искусств имени И. В. Савицкого, Нукус, Узбекистан[2]
- «Поющий грузин» (1975, шамот, 88×42×36)[2]
- «Торс» (1976, терракота, 71×28×17)[2]
- «Материнство (Плывущие)» (1977, дерево, 224×140×80)[2]
- «Шахматы» (1977, шамот, 73×71×25)[2]
- «Метаморфозы» (1977, шамот, 30×40×45)[2]
- «Фортуна» (1978, ткань, гипс, клей, 210×100×48)[2]
- «Когда люди спят» (1978, шамот)[2]
- «Жизнь подушек» (1978, шамот, 36×38×40)[2]

Монументально-декоративная скульптура
- Рельеф «Королев и Циолковский» (до середины 1970-х) — Государственный музей истории космонавтики имени К. Э. Циолковского, Калуга[1]
- Мемориальная доска С. П. Королева (1978, бронза, 120×80) — Москва[2]
- Мемориальная доска Ю. А. Завадского (1979, бронза, 130×90), архитектор И. Студеникин — Москва, Тверская ул., дом 15[2]
- Оформление Торгового центра в Олимпийской деревне, 13 объёмных вывесок (1980, дерево, металл, роспись, 120×100), архитекторы П. Зиновьев, И. Студеникин — Москва[2]
- Въездной знак перед Тарусой, Калужская область (1980-е)[1]
- Проект парковой скульптуры для Североморска, Мурманская область (начало 1980-х)[1]
- Композиция «Гуси-лебеди» (1983, кованая медь) — Ялта, Крым[1]
- Надгробие президенту ФРГ Густаву Хайнеману (2002, бронза, камень), совместно с П. Шимесом — Эссен, Германия[1]
- Памятная доска президенту ФРГ Густаву Хайнеману (2006, бронза) — Раштатт, Германия[1]

Cерии юбилейных и памятных медалей (конец 1960-х — 1980-е)

### Семья
- Муж — Павел Моисеевич Шимес (1930—2019) — скульптор[3]
  - Дочь — Татьяна Павловна Шимес[3]